# 大野原村
大野原村（おおのはらむら）は、香川県三豊郡にあった村。
村役場は合併後の大野原町役場、大野原町合併後は観音寺市役所大野原支所になっている。

## 歴史
- 1890年（明治23年）2月15日 - 町村制施行に伴い、豐田郡大野原村、花稻村（はないなむら）が合併し、大野原村が発足。
- 1899年（明治32年）4月1日 - 豐田郡が三野郡と合併し、三豐郡となる。
- 1929年（昭和4年）4月1日 - 中姫村を編入。
- 1950年（昭和25年）3月16日 - 村内に昭和天皇の戦後巡幸。村内の低湿地帯に大野原村奉迎場を設けて昭和天皇を迎えた[3]。
- 1955年（昭和30年）2月11日 - 三豊郡萩原村、五郷村と合併し大野原町を新設して消滅。